# ブルージネ
ブルージネ（伊: Brugine）は、イタリア共和国ヴェネト州パドヴァ県にある、人口約7,200人の基礎自治体（コムーネ）。

## 地理

### 位置・広がり

#### 隣接コムーネ
隣接するコムーネは以下の通り。
- ボヴォレンタ
- レニャーロ
- ピオーヴェ・ディ・サッコ
- ポルヴェラーラ
- ポンテロンゴ
- サンタンジェロ・ディ・ピオーヴェ・ディ・サッコ

### 気候分類・地震分類
ブルージネにおけるイタリアの気候分類 (it) および度日は、zona E, 2360 GGである。
また、イタリアの地震リスク階級 (it) では、zona 3 (sismicità bassa) に分類される。